# Pseudochirulus forbesi
Pseudochirulus forbesi là một loài động vật có vú trong họ Pseudocheiridae, bộ Hai răng cửa. Loài này được Thomas mô tả năm 1887.